# Пембрук Парк (Флорида)
Пембрук Парк (енгл. Pembroke Park) град је у америчкој савезној држави Флорида. По попису становништва из 2010. у њему је живело 6.102 становника.

## Демографија
Према попису становништва из 2010. у граду је живело 6.102 становника, што је 197 (3,1%) становника мање него 2000. године.
| Група             | 2000.         | 2010.         |
| Белци             | 2.118 (33,6%) | 1.519 (24,9%) |
| Афроамериканци    | 3.085 (49,0%) | 3.372 (55,3%) |
| Азијати           | 43 (0,7%)     | 78 (1,3%)     |
| Хиспаноамериканци | 967 (15,4%)   | 1.105 (18,1%) |
| Укупно            | 6.299         | 6.102         |